# Unstoppable (фильм)
Непреодолимый (Unstoppable) —  американский документальный фильм 2013 года, снятый Кирком Камероном и режиссёром Дарреном Доаном. После смерти близкого друга, который в возрасте пятнадцати лет умер от рака, Камерон задумался над вопросом веры, который время от времени возникает у верующего: «Где Бог, когда приходит трагедия и боль?» Предназначение фильма — ответить на этот вопрос, раскрыть источник возникновения добра и зла и побудить зрителей на понимание роли страдания и боли. Фильм был снят в содружестве с Liberty University и был запланирован как «фильм одной премьеры» в кинотеатрах 24 сентября 2013 года, но из-за большой популярности был организован повторный показ — третьего октября этого же года, а на январь 2014-го запланирован выпуск DVD-диска.
«Непродолимый» привлёк к себе внимание, когда ссылка на официальный сайт была заблокирована на Facebook, а трейлер фильма был удалён на YouTube. После широко распространённой новости
недовольство поклонников возросло и Фейсбук разблокировал сайт. Представители сайта сказали, что URL, который был приобретён для сайта, раньше был использован для рассылки спама и вирусов. YouTube тоже разблокировали ролик, но объяснения не дали.

## Описание
С официальной страницы Facebook:
 В "Непреодолимом", новом документальном фильме, Кирк берёт вас в особое приключение к лучшему пониманию наибольшей причины для сомнения в вере: Почему? Кирк идёт буквально к самому началу — он раскрывает происхождение добра и зла и то, как они влияют на нашу жизнь... и спасение. Напоминая, что у нас есть большая надежда, "Непреодолимый" актуально ставит старые вопросы и актуально отвечает на них: где Бог, когда возникает трагедия или страдания? 
Фильм был снят в партнёрстве с Liberty University.

## Проблемы с Facebook и YouTube
19 июля 2013, Кирк Камерон разместил изображение в Facebook, в котором просил поклонников потребовать разблокировать ссылку на официальный сайт фильма. Он сказал: «Призываю всех друзей в Вере, Семье и Свободе! Фейсбук официально „заблокировал“ доступ для меня и вас (и всех пользователей сайта) к ссылке на мой новый фильм на UnstoppableTheMovieDOTcom». Более 300,000 людей поделились этим изображением на своих страницах. Этот случай был освещён через многочисленные СМИ, такие как CBS, ABC и Entertainment Tonight. Вскоре после этого ссылка была разблокирована.
Спустя короткое время ссылка была разблокирована.
Согласно The Hollywood Reporter, представитель Фейсбук сказал: «Эта ссылка была заблокирована на короткое время, которое нужно была для опознания сайта, как безопасного с плане рассылки спама и вирусов. У нас редко происходят подобные случаи, но они помогают делать нашу систему лучше». Марк Киркленд, менеджер по связям с общественностью, сказал The Christian Post следующее: «Всё, что мы можем сделать, — это сказать, что адрес, купленный для сайта фильма раньше использовался для рассылки спама и вирусов, а фильтр нашей системы не успел вовремя обновиться. Мы непосредственно связывались с командой Кирка по поводу этого вопроса и разблокировали ссылку сразу же после того, как убедились в безопасности сайта».
Вскоре после этого трейлер «Непреодолимого» был заблокирован на YouTube с сообщением о «нарушении правил сайта о спаме, мошенничестве и коммерчески обманчивого содержания». YouTube позже всё же сняли блокировку из-за возмущения поклонников и СМИ. Представители YouTube воздержались от комментариев.

## Премьера и дальнейшее развитие событий
Премьера состоялась, как и планировалось, 24 сентября 2013 в восемь вечера ET — как «премьера одного показа» от Liberty University . Кассовые сборы достигли отметки 2 млн долларов (без учёта покупки через Rentrak). Премьера прошла в 700 кинотеатрах через NCM Fathom Events, в партнерстве с Provident Films. Из-за большого спроса было решено сделать повторный показ третьего октября 2013 года в семь вечера в более чем 660 кинотеатрах. 26 сентября билетов в продаже уже почти не было. Кассовые сборы с повторного показа составили 3.2 млн долларов. 28 января фильм будет выпущен на DVD-диске.